# Émile Taillebois
Émile Taillebois est un archéologue et numismate spécialiste de l'époque gallo-romaine dans les départements des Landes et du Gers né le 18 avril 1841 à Villenauxe-la-Grande (Aube) et mort le 25 août 1892 à Bagnères-de-Bigorre (Hautes-Pyrénées).

## Biographie
Émile Taillebois naît le 18 avril 1841 à Villenauxe-la-Grande (Aube) et s'installe à Dax (Landes) en 1969. Il devient propriétaire d'une importante maison de commerce dacquoise et président du tribunal consulaire de Dax. En parallèle, il est nommé inspecteur pour les Landes de la société française d'archéologie pour la conservation des monuments historiques. Il est également membre de la société française de numismatique et l'un des fondateurs de la Société de Borda et son premier conservateur et bibliothécaire. Il meurt le 25 août 1892 (à 52 ans) en laissant inachevée sa grande œuvre : Aquitaine historique et monumentale. 

## Œuvres
- Contremarques antiques, pour faire suite à l'étude de M. Arthur Engel
- Note sur le monnayage de Dax
- La Vérité sur le trésor du Leuy... Un dernier mot sur le trésor du Leuy
- Le Trésor de Barcus. Découverte de 1750 deniers celtibériens en argent (1879)
- Trouvaille d'Aurimont (Gers). Description de 3624 monnaies royales et baronales de Louis VI à Philippe IV (1108 à 1314) (1880)
- Quelques mots sur deux sépultures gallo-romaines découvertes à Saint-Vincent-de-Xaintes (1880)
- Recherches sur les bijoux vandales en mauvais argent de Donzacq et du Leuy (Landes) (1881)
- Épigraphie dacquoise. Les inscriptions gallo-romaines du musée de Dax (1881)
- Notice sur une inscription gallo-romaine, et sur un autel gaulois à divinité tricéphale trouvés à Auch (1881)
- Quelques sigles figulins trouvés chez les "Ausci" (1882)
- Le Trésor de Laujuzan (Gers). 980 deniers des Elusates (1882)
- La monnaie morlane au nom de Centulle, à propos de la découverte de 707 deniers et oboles faite à Pessan (Gers) (1883)
- Inscriptions gallo-romaines découvertes dans le département des Landes (1883)
- Deux Autels votifs romains découverts à Aire-sur-l'Adour (Landes) (1884)
- Quelques mots sur les prétendues inscriptions des "convenae" trouvées en Écosse. L'inscription tarbellienne du Vieux-Poitiers (Vienne) (1884)
- Les tumulus des premiers âges du fer dans la région sous-pyrénéenne (1885)
- Le temple de Mars Lelhunnus à Aire-sur-l'Adour, et les inscriptions Aturiennes (1885)
- Inscriptions antiques du musée de Tarbes (1886)
- Les monogrammes du château de Candale à Doazit (Landes) (1886)
- Quelques mots sur le nom de Nèhe que porte la fontaine chaude de Dax (1887)
- Le Trésor de Lahas (Gers). Découverte de monnaies royales et baronales en or et argent datant de 1285 à 1471 (1888)
- Bibliographie pour le congrès archéologique de Dax et Bayonne (1888)
- Épigraphie gallo-romaine. Quelques marques de potiers trouvées dans les départements des Landes et du Gers (1888)
- Une monnaie inédite en électrum à la légende : "Germanus Indutillil" (1889)
- L'Archéologie à l'Exposition universelle (1889)
- Les Chars du Marensin. Le bros et le ca comparés au "carpentum" et au "clabulare" des Romains (1890)
- La crypte de Saint-Girons à Hagetmau (Landes) (1890)
- Les Caveries et les Salles. Les Capcazaux. Oeyreluy et Siest (1890)
- Les remparts de Dax, et son vieux château-fort, anciens plans de Dax (1890)
- La Ville de Hastingues et l'abbaye d'Arthous (1890)
- Deux objets d'art ibériens (1890)
- Les Vestiges gallo-romains dans le département des Landes (1890)
- Une inscription gallo-romaine, trouvée dans les fondations de l'ancien château de Dax (1892)
- Bulletins de la Société de Borda